# Zum Goldenen Ochsen (Unterkessach)

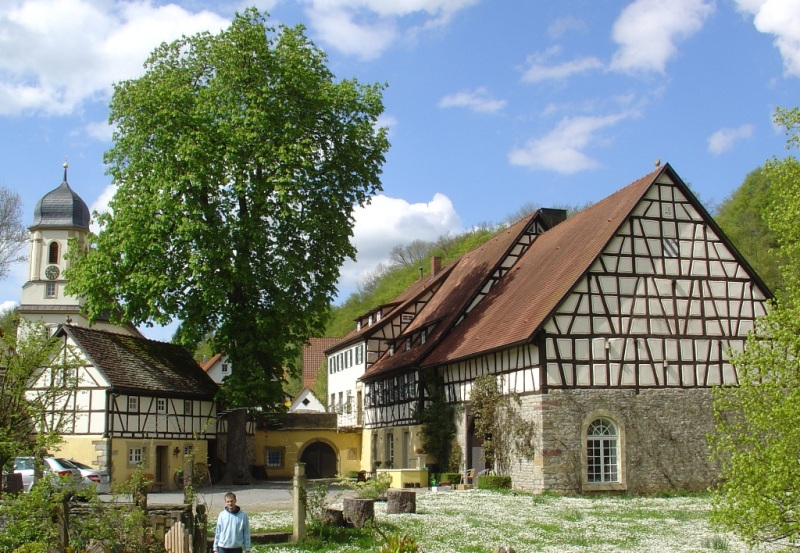
Gesamtansicht des Anwesens

Der ehemalige Schildgasthof Zum Goldenen Ochsen in Unterkessach, einem Ortsteil von Widdern im Landkreis Heilbronn, gehört zu den architektonisch und geschichtlich bedeutsamsten Gebäuden des Dorfs. Das Anwesen besteht aus einem zweiteiligen Haupthaus von 1762, einer daran angebauten jüngeren Scheune und einem separaten ehemaligen Schweine- und Hühnerstall, der heute als Gästehaus genutzt wird. Bemerkenswert sind die prunkvollen Barock-Fenstergitter aus der Zeit um 1800. Das Ensemble gibt trotz mancher Veränderungen noch immer ein anschauliches Beispiel eines wohlhabenden Landgasthofs aus dem 18. Jahrhundert.

## Geschichte

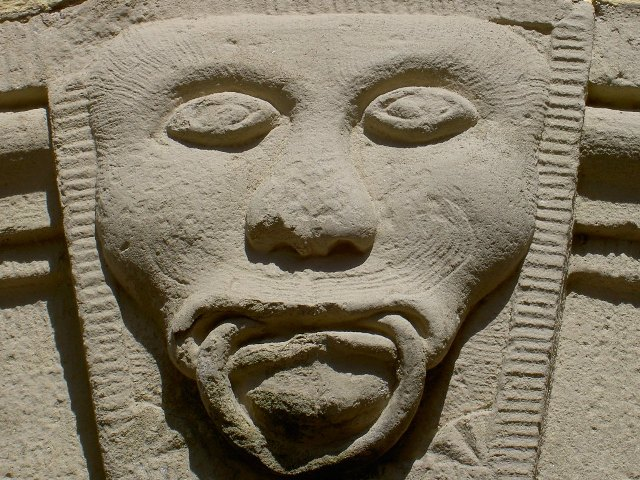
Sandsteinrelief am Torbogen des Gewölbekellers

Schon 1665 war der Vorgängerbau, dessen Grundmauern vermutlich noch heute das Fundament des Haupthauses bilden und von dem wohl auch der heute noch erhaltene Gewölbekeller stammt, eine Gastwirtschaft (Zum Hirsch bis etwa 1747, danach zeitweilig Zum Schwarzen Adler, ab etwa 1749 Goldener Ochse).

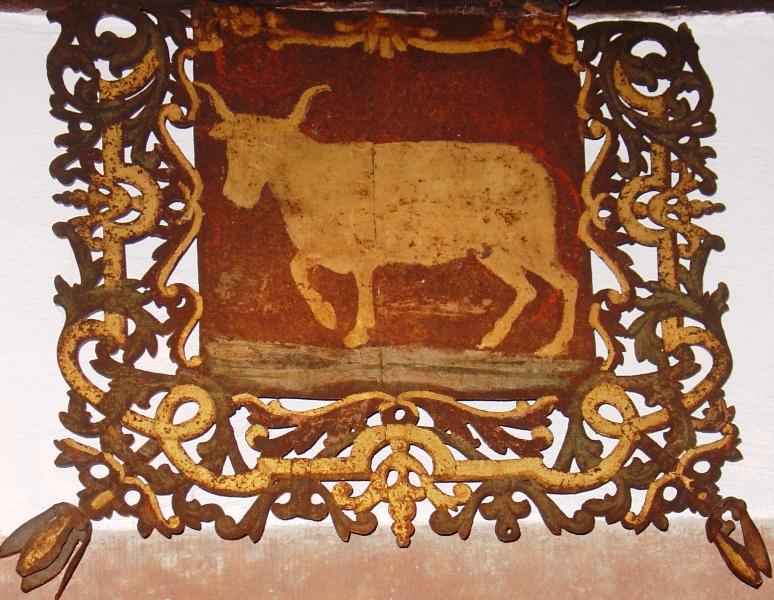
Das alte Gasthausschild, heute im Heimatmuseum von Adelsheim

1762 ließ Johannes Kirchner den Vorgängerbau abreißen und das heute noch erhaltene zweiteilige Haupthaus bauen. Er eröffnete dort die neue Gastwirtschaft Zum Goldenen Ochsen. Zum ursprünglichen Anwesen gehörten noch zwei Scheunen, von denen eine heute nicht mehr erhalten ist und durch eine neuere, 1859 oder 1899 direkt an das Haupthaus angebaute Scheune ersetzt wurde. Die andere fand als Schweine- und Hühnerstall Verwendung und wird heute als Gästehaus genutzt. Im Hof des Anwesens stand eine Weinkelter. Im Gewölbekeller lagerte möglicherweise ein Großteil der damals beträchtlichen Weinernte. Heute wird in Unterkessach kein Wein mehr angebaut.
Um 1800 ließ der königlich württembergische Schultheiß und zugleich großherzoglich badische Verwalter Christian Balthasar Hespelt die heute noch existierenden Barockgitter an den 25 Fenstern im Erdgeschoss anbringen. Später wurde der straßenseitige Teil des Haupthauses erweitert, was gemeinsam mit der angebauten Scheune zur heutigen Dreiteilung des Gebäudes führte.

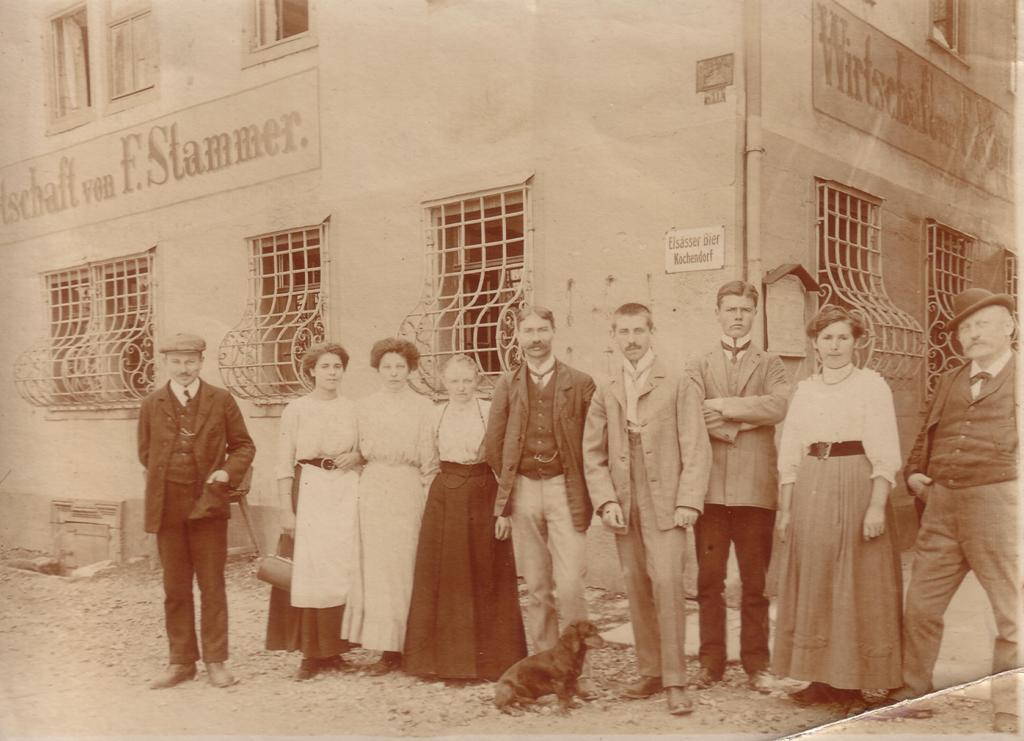
Ein altes Bild der Wirtschaft von F. Stammer

Nach einigen Jahren ohne Ausschank eröffnete Friedrich Stammer 1871 die Wirtschaft von F. Stammer, die bis etwa Ende des Zweiten Weltkriegs weitergeführt wurde. Mangels Nachfolger verfiel das Haus, bis es 1980, nach über 200 Jahren in Familienbesitz, verkauft wurde.
1988 wurde das Gebäude in die Liste der Kulturdenkmale des Landesdenkmalamts Baden-Württemberg aufgenommen.
2007 fällte der Orkan Kyrill die alte Kastanie rechts vom Haus, die vermutlich so alt wie das Haus selbst war.
Ein Teil des Gartens ist als Bauerngarten gestaltet. Die Anlage ist neueren Datums, allerdings befand sich nach alten Plänen im Heimatmuseum von Unterkessach an gleicher Stelle ein durch Mauern von den umliegenden Wiesen abgetrennter Gartenbereich.